# Saprinus degallieri
Saprinus degallieri är en skalbaggsart som beskrevs av Yves Gomy och Vienna 1998. Saprinus degallieri ingår i släktet Saprinus och familjen stumpbaggar. Inga underarter finns listade i Catalogue of Life.